# Elda

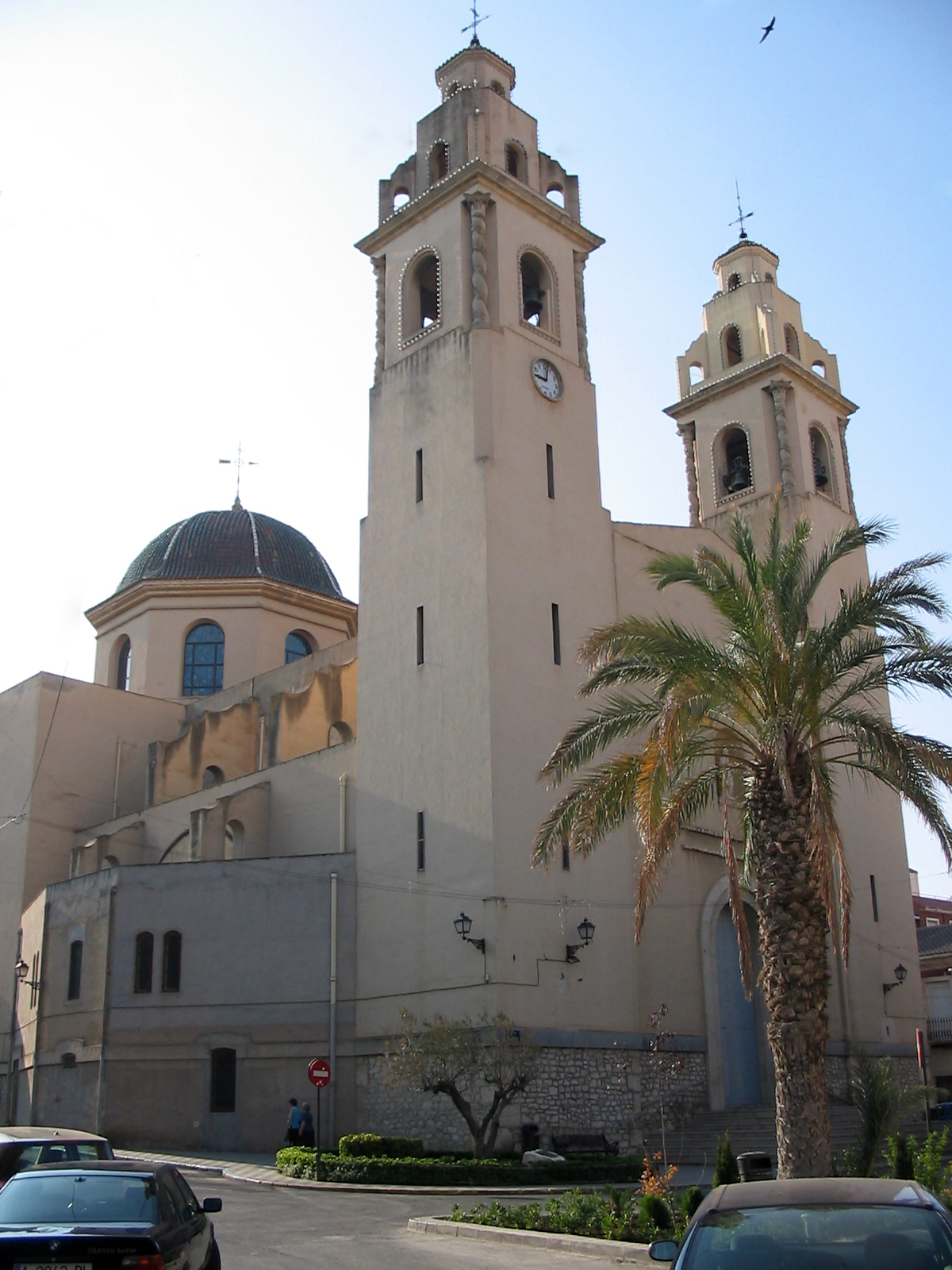
Biserica Sfânta Ana

Elda este un oraș aflat în Comunitatea Valenciană, Spania, în provincia Alicante. Are o populație de 55289 de locuitori la recensământul din 2007. Orașul ocupă al 7-lea loc în Comunitatea Valenciană după numărul de locuitori. Elda, împreună cu orașul Petrel, formează o zonă urbană neîntreruptă cu un număr de 88775 locuitori. Economia orașului se bazează în cea mai mare parte pe industria încălțămintei, având o puternică tradiție în acest domeniu, aici aflându-se un muzeu al încălțămintei, un parc și o statuie dedicată muncitorilor din acest domeniu—Plaza Zapatero. În momentul actual,2009, industria se află în declin, producătorii de încălțăminte reprofilându-se mai mult pe producerea încălțămintei de lux.

## Așezare geografică
Elda se află pe lunca râului Vinalopo într-o zonă deluroasă și uscată înconjurată de stânci goale, cea mai impunătoare fiind El Cid care străjuiește zona urbană Elda-Petrel. Elda se află la aproximativ 40 km de Marea Mediterană.

## Sărbători
Anual, în Elda se desfășoară un mare număr de sărbători și petreceri de interes național și internațional, cea mai importantă fiind sărbătoarea numită Morros y Cristianos unde participă toată populația orașului îmbrăcând veșminte medievale musulmane sau europene. Zona centrală a orașului se închide pe timpul celor 3 zile cât se ține sărbătoarea. În fiecare zi se desfășoară importante defilări pe străzile orașului. Alte sărbători anuale sunt: piața medievală, defilările capuccinilor din săptămâna mare semana santa, La Falla și bâlciul.

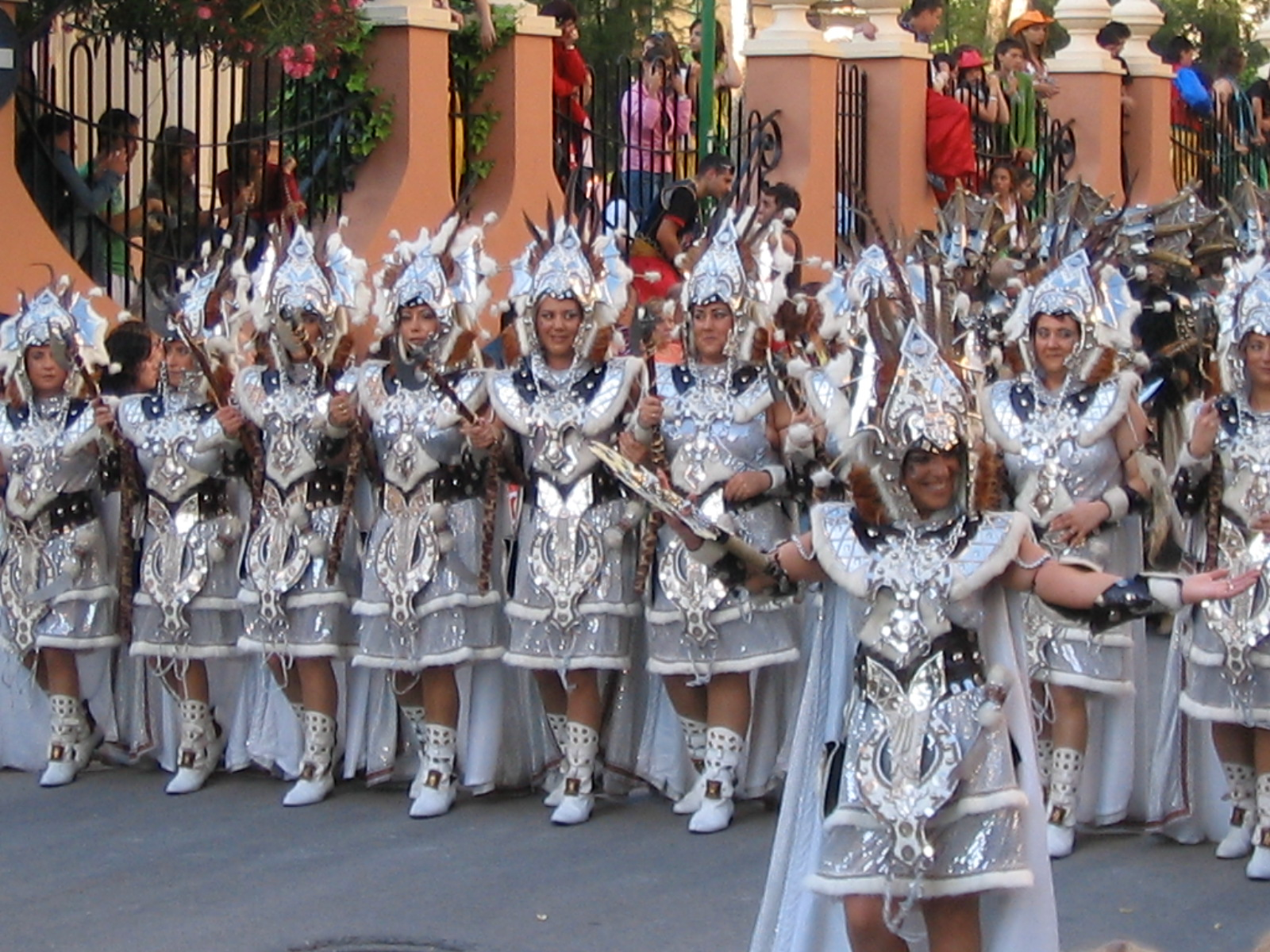
Secvenţă din defilarea de Moros y Cristianos